# Enrico Catellani
Enrico Catellani (Padova, 12 giugno 1856 – Padova, 7 gennaio 1945) è stato un giurista italiano.

## Biografia
La forma originaria del cognome era Levi Cattelan; essa fu mutata in Catellani con regio decreto del 25 gennaio 1900. Nasce a Padova come Abram Zechiel Levi Cattelan, da Giacomo Levi Cattelan, noto avvocato patavino, e Rachel Carlotta (detta Carolina) Luzzatto, entrambi di origine ebraica.  Viene educato secondo tradizione e fede israelitica, che abiura in gioventù in favore della dottrina protestante. Segue a Padova i corsi di Giurisprudenza, incrociando nella sua formazione maestri illustri tra i quali Antonio e Giambattista Pertile, Angelo Messedaglia, Francesco Schupfer, Luigi Bellavite, Francesco Bonatelli. La data della sua laurea in Giurisprudenza è incerta: in un documento consegnato al Senato in occasione della sua nomina a Senatore del Regno nel 1920, lo stesso Catellani dichiara il 16 dicembre del 1875 (quando avrebbe avuto solo 19 anni); è più probabile che sia avvenuta più tardi.
La sua nomina a Senatore del Regno fu a seguito delle onorificenze ricevute nel perorare la causa della Patria nella guerra 1915-1918, sebbene fosse un sostenitore convinto delle necessità di un “disarmo degli animi”. Vivido è in Catellani il desiderio di vedere la sua patria realizzarsi in tutte le sue più alte espressioni: politiche, sociali, economiche e culturali. Egli amava il suo paese in maniera tanto profonda a costo del sacrificio doloroso delle sue opinioni personali. Nel 1915, infatti, veste la divisa militare, con il grado di tenente colonnello, pur essendo stato fino ad allora un convinto neutralista.
Si dedicò alla carriera accademica: fu infatti professore di diritto internazionale, diplomazia e storia dei trattati all'Università degli Studi di Padova, fino al 1931, anno in cui fu collocato a riposo per raggiunti limiti di età (allora a 75 anni per i professori). Tenne anche corsi presso la Bocconi di Milano e alla Scuola superiore di commercio a Venezia.
Nonostante la chiamata per docenze in altri atenei italiani e stranieri, Catellani rimarrà tra i docenti della Facoltà di Giurisprudenza di Padova (che all'epoca era annessa a Scienze politiche) fino alla sua espulsione a seguito delle leggi razziali nel 1940.
Fece parte della Massoneria della Gran Loggia d'Italia, nella quale raggiunse il 33° e massimo grado del Rito scozzese antico ed accettato e nel 1910 fu nominato Gran Comandante del Sublime gran concistoro dei Principi del real segreto (32º grado).  
Integerrimo nei suoi ideali, non si iscrisse mai al partito fascista, nemmeno nei momenti più difficili correlati alla vicenda dei nove senatori ebrei nella Camera Alta.  Nel 1938, infatti, si contano tra le file del Senato nove illustri pensatori definiti di “razza ebraica” in seguito all'indagine promossa dal governo fascista. Questi si trovano a far fronte alle pressioni del regime sulla questione razziale alle porte dell'approvazione delle leggi antisemite. I nove Senatori vengono prontamente segnalati al governo come possibili
ostacoli alla realizzazione di queste leggi, essendo questi dotati di grande pensiero carismatico.
Dai documenti d'Archivio dell'Ateneo di Padova si evince che fu uno dei membri a Washington nel 1929 della Lega delle Nazioni, futura ONU, e consulente del Ministero degli Esteri come diplomatico oltre che consulente del Ministero di Grazia e Giustizia e degli Interni. Nel 1931 riceve la laurea honoris causa dall'Università di Cambridge.
Presidente dell'Accademia galileiana di scienze, lettere e arti di Padova (1926-1928), a seguito delle leggi razziali venne radiato il 6 ottobre del 1938 dall'Istituto Veneto di Scienze, Lettere ed Arti, di cui era stato presidente dal 21 dicembre 1919 al 10 dicembre 1921.
L'Università renderà gli onori ai coniugi incaricandosi della spesa per i funerali civili e per la sepoltura, sebbene si fosse in pieno periodo di occupazione.
Era il periodo del rettorato di Giuseppe Gola. Sorprende la pronta risposta, in data 22 gennaio 1945, alla lettera del Rettorato che annunciava la morte di Catellani, a firma del Ministro dell'Educazione Nazionale Carlo Alberto Biggini ove si esprime rammarico e si esprimono le condoglianze all'ateneo per la morte di Catellani. Tra le righe del telegramma di Biggini pare emerga una sorta di rispetto per la perdita del grande maestro.
Subito dopo la morte avvenuta il 7 gennaio del 1945, per cause ignote, l'Università degli studi di Padova prese in carico la sua importante biblioteca privata, dopo la confisca dei beni. Qualche anno prima  - grazie al forte interessamento di Egidio Meneghetti -  la Facoltà di Scienze Politiche era riuscita a farsi consegnare in deposito il fondo librario Catellani, evitandone la sicura dispersione.